# Vespasiano Strada
Vespasiano Strada (Roma, 1582 circa – Roma, 1622) è stato un pittore e incisore italiano di padre spagnolo.
Figlio d'arte: il padre, spagnolo, fu anch'egli pittore, e il ragazzo frequentò le Accademie romane, "e ne divenne buon pittore, e pratico maestro". Lavorò per la sua non lunga vita su committenze ecclesiastiche per affreschi in varie chiese di Roma. Ma la sua specialità, stando al Baglione, fu il "dipinger sopra de' corami, e sì bene li coloriva che tutti i coramari di Roma da lui si servivano e buon guadagno ne ritraeva".
Emerge da questa nota lo stile di lavoro di un tipico artigiano-artista della Roma del XVII secolo, di buon mestiere.

## Opere
Si danno di seguito le opere di Vespasiano Strada come indicate nella biografia del Baglione.
- Storie della vita di S. Onofrio, nelle lunette del chiostro dei frati di quella chiesa, tranne le prime quattro da destra, opera del Cavalier d'Arpino;
- l'affresco a destra dell'altar maggiore a San Giacomo in Augusta;
- affreschi nella chiesa di Santa Maria Maddalena delle Convertite[2];
- affreschi nella chiesa di Santa Marta in Vaticano, scomparsa anch'essa sotto la Domus Sanctae Marthae;
- affreschi sulle pareti laterali della cappella dei santi Lorenzo e Diego in Santa Maria in Aracoeli;
- affreschi nella volta della ugualmente demolita chiesa di San Giacomo a Scossacavalli.